# 762 Pulcova
762 Pulcova је астероид главног астероидног појаса са пречником од приближно 137,08 .
Афел астероида је на удаљености од 3,474 астрономских јединица (АЈ) од Сунца, а перихел на 2,834 АЈ.
Ексцентрицитет орбите износи 0,101, инклинација (нагиб) орбите у односу на раван еклиптике 13,089 степени, а орбитални период износи 2046,298 дана (5,602 година).
Апсолутна магнитуда астероида је 8,28 а геометријски албедо 0,045.
Астероид је откривен 3. септембра 1913. године.